# Глаз (фильм, 2008)
«Глаз» (англ. The Eye) — мистический триллер с элементами фильма ужасов и драмы от режиссёров Дэвида Моро и Ксавьера Палю. Ремейк одноимённого гонконгского фильма. Премьера фильма состоялась 31 января 2008 года, в России — 21 февраля 2008 года.

## Сюжет
20-летняя талантливая скрипачка Сидни Уэлш (Джессика Альба) проживает в Лос-Анджелесе, где играет в местной филармонии. Ослепнув в раннем детстве из-за трагической случайности, она с годами полностью адаптировалась и привыкла к жизни в полной темноте. 
Но настал момент, когда с помощью современной медицины ей удалось пересадить от неизвестного донора роговицы глаз. Под присмотром квалифицированных специалистов-медиков девушка учится заново познавать окружающий мир, полный не только различных красот, но и опасностей.
Однако вскоре после операции Сидни внезапно начинает наблюдать то, чего в принципе не должна видеть, например, инфернальные существа или души умерших, а также события далёкого прошлого и даже будущего. 
Пережив немало неприятных моментов и потеряв всякий покой, она решает узнать, кто на самом деле являлся донором пересаженных ей роговиц глаз. Им оказывается мексиканская девушка по имени Анна, которую односельчане считали ведьмой и однажды довели до самоубийства…

## В ролях
- Джессика Альба — Сидни Уэлш, скрипачка
- Алессандро Нивола — доктор Пол Фолкнер
- Паркер Поузи — Хелен Уэлш, сестра Сидни
- Раде Сербеджия — Симон МакКаллоу
- Рэйчел Тикотин — Роза Мартинес
- Обба Бабатунде — доктор Хоукинс
- Тэмлин Томита — миссис Чан
- Хлоя Морец — Алиша

## Сборы
В первые выходные собрал 12 425 776 $ (второе место). В прокате с 1 февраля по 10 апреля 2008 года, наибольшее число показов в 2470 кинотеатрах единовременно. За время проката собрал в мире 58 010 320 $ (85 место по итогам года), из них 31 418 697 $ в США (94 место по итогам года) и 26 591 623 $ в остальном мире. В странах СНГ фильм шёл с 21 февраля по 20 апреля 2008 года и собрал 1 724 758 $.

## Саундтрек
Саундтрек к фильму был создан Марко Белтрами и издан на отдельном носителе. Саундтрек состоит из следующих композиций:
1. The Eye Main Titles — 1:34
2. Bruja — 1:53
3. Rain — 2:42
4. Not My Eyes — 3:06
5. To See Again — 1:32
6. Apartment On Fire — 1:37
7. Taking Mrs. Hillman — 2:11
8. Road to Mexico — 2:03
9. He Is Dead — 2:54
10. Bedridden — 3:19
11. Report Card — 1:52
12. Who Is She? — 1:56
13. Mirror Mirror — 3:02
14. Mrs. Martinez — 4:10
15. Walkthrough — 1:42
16. Retribution — 3:02
17. The Drive Home — 1:49
18. Roadblock — 4:45
19. The Concert — 1:53